# OpenOffice.org
OpenOffice.org, (pronunțat /əʊ.pən ɑfɪs dɒt org/, utilizând fonetismul limbii române ău-păn a-fis dat org (abreviat uneori ca OOo sau OO.o)) a fost o suită de software birotic liberă (Open source). Proiectul sa bazat pe codul sursă al unei versiuni precedente a StarOffice, de la Sun Microsystems. Numele precis al proiectului a fost OpenOffice.org și nu OpenOffice, datorită unui conflict de marcă.
OpenOffice.org a fost un concurent direct al suitei Microsoft Office, majoritară pe piață.  Avea o interfață similară și implementează majoritatea funcționalităților unui software comercial. OpenOffice.org a folosit formatele de fișiere OpenDocument, standardizate de către OASIS, precum și set de formate proprii, mai vechi, dar foarte apropiate de OpenDocument. Cu mici excepții, OpenOffice.org poate citi scrie și documente în formatele Microsoft Office.
Noile versiuni StarOffice (începând cu 6.0) au fost bazate pe codul OpenOffice.org.
Proiectul a avut o comunitate activă care se ocupă de traducerea documentației, precum și a altor aspecte legate de această aplicație. De menționat ar fi corectorul ortografic pentru limba română și interfața grafică. Fiind un proiect open source, colaboratorii au fost întotdeauna bineveniți. Până acum, s-au înregistrat mai mult de 100 000 000 de descărcări.
După ce în aprilie 2010 Oracle Corp. a cumpărat Sun Microsystems Inc., intrând astfel și în posesia OpenOffice.org, în data de 1 iunie 2011 Oracle a anunțat oficial decizia sa de a dona proiectul OpenOffice.org către Apache Software Foundation.
În septembrie 2010, o parte din foștii dezvoltatori ai OpenOffice.org au creat proiectul LibreOffice care practic a devenit urmașul lui OpenOffice. Din 2012 numele oficial al programului este Apache OpenOffice, la care dezvoltarea a fost mult încetinită din 2014.

## Istorie
OpenOffice.org a fost dezvoltat încă din anii '80, inițial ca un software proprietar, al cărui copyright era deținut de compania germană StarDivision, sub numele de StarOffice. Sun Microsystems a achiziționat StarDivision. Următoarea versiune de StarOffice, versiunea 5.2, a fost lansată în august 1999, ca software gratuit (nu și opensource). Pe 19 iulie, Sun Microsystems anunța că face codul sursă public pentru descărcare sub licența GNU Lesser General Public și sub Sun Industry Standards Source License (SISSL), cu intenția de a realiza un pachet de software de birotică opensource bazat pe StarOffice și realizat cu ajutorul unei comunități opensource. Proiectul avea să se numească OpenOffice.org iar saitul web a apărut pe 13 octombrie 2000. În scurt timp de la lansarea versiunii 1.0, OpenOffice.org a înregistrat zeci de mii de membri.
Lucrul la versiunea 2 a început încă din anul 2003, țintele fiind o compatibilitatea mai mare cu fișierele create în Microsoft Office, viteză mai mare și utilizare a memoriei mai mică, capacități mai mari pentru scripting, integrare cât mai bună (în mod special în GNOME) și ușurința în utilizare.
Pe 2 septembrie 2005, Sun Microsystems anunța că va desființa licența SISSL. În consecință, Consiliul Comunității OpenOffice.org a decis ca codul sursă să nu mai fie bi-licențiat, ci să rămână sub o singură licență: LGPL.
Pe 20 octombrie 2005 a fost lansată oficial versiunea 2. După aproximativ două luni, a fost lansată versiunea 2.0.1, care corecta câteva buguri și introducea facilități noi. Începând cu versiunea 2.0.3, OpenOffice.org și-a schimbat ciclul lansărilor de la unul de 18 luni, la corectări de buguri și îmbunătățiri de facilități lansate odată la 3 luni. În mod curent, așa-numitele „feature releases” (lansări de facilități) se lansează odată la șase luni, alternând cu „bug fix releases” (lansări de corectări de buguri) care se lansează între două lansări de facilități.

### Istoricul versiunilor
| Versiune                            | Data lansării      | Descriere / Comentarii |
| ----------------------------------- | ------------------ | --- |
| Build 638c                          | octombrie 2001     | |
| Ramura 1.0                          |                    | |
| 1.0                                 | 1 mai 2002         | Prima versiune, pentru Solaris SPARC, Linux x86, Windows, Linux PPC                                                                                          |
| 1.0.3.1                             | 2 mai 2003         | Au fost rezolvate bugurile apărute pe versiunile de Windows NT4.                                                                                             |
| 1.0.1                               | 17 iulie 2003      | |
| Ramura 1.1 (număr de cod SRX644/45) |                    | |
| 1.1 Beta2                           | mai 2003           | Aceasta a fost ultima versiune beta din ramura 1.1. |
| 1.1 RC5                             | septembrie 2003    | Aceasta a fost ultima versiune release candidate. |
| 1.1                                 | 1 octombrie 2003   | Lansarea oficială a versiunii 1.1.0 |
| 1.1.1                               | 30 martie 2004     | Împachetat cu OpenDisc |
| 1.1.2                               | 22 iunie 2004      | |
| 1.1.3                               | 27 septembrie 2004 | |
| 1.1.4                               | 22 decembrie 2004  | |
| 1.1.5                               | 9 septembrie 2005  | Aceasta a fost ultima versiune din ramura 1.1. La ea se observă că poate edita proiectele create în versiunea 2.                                             |
| Ramura 2.0 (număr de cod SRC680)    |                    | |
| 2.0                                 | 20 octombrie 2005  | Îmbunătățiri majore și salvare implicită în format OpenDocument.                                                                                             |
| 2.0.1                               | 23 decembrie 2005  | |
| 2.0.2                               | 8 martie 2006      | |
| 2.0.3                               | 29 iunie 2006      | |
| 2.0.4                               | 13 octombrie 2006  | |
| 2.1.0                               | 12 decembrie 2006  | |
| 2.2.0                               | 29 martie 2007     | A inclus o actualizare de securitate și a reintrodus kerningul de font.                                                                                      |
| 2.2.1                               | 12 iunie 2007      | |
| 2.3.0                               | 17 septembrie 2007 | S-a actualizat componenta care permitea folosirea diagramelor.                                                                                               |
| 2.4.0                               | 27 martie 2008     | Corectări de buguri și facilități noi |
| 2.4.3                               | 4 septembrie 2009  | Corectări de buguri și facilități noi |
| Ramura 3.0                          |                    | |
| 3 Beta                              |                    | Versiune de testare |
| 3.0                                 | 13 octombrie 2008  | Aduce multe îmbunătățiri, printre care și posibilitatea de a deschide fișiere Microsoft Office 2007 (.docx, .xlsx, .pptx).                                   |
| 3.1.0                               | 7 mai 2009         | |
| 3.2                                 | 11 februarie 2010  | Funcții noi[140] și îmbunătățiri ale performanței.[141] |
| 3.2.1                               | 4 iunie 2010       | Actualizare Oracle Start Center și pictograme în format OpenDocument, remedieri de erori. Prima lansare stabilă Oracle.[142]                                 |
| 3.3                                 | 26 ianuarie 2011   | Noi funcții și parametri pentru foile de calcul. Ultima versiune stabilă Oracle și ultima versiune stabilă care acceptă Windows 2000 și Mac OS X pe PowerPC. |

## Componentele din suita OpenOffice.org
Componentele OpenOffice.org seamănă într-o oarecare măsură cu cele din suita Microsoft Office, până și culorile distinctive sunt similare; au fost alese astfel încât utilizatorilor care migrează de la Microsoft Office la OpenOffice.org să le fie mai ușor. De menționat că spre deosebire de celelalte pachete de software birotic, OpenOffice.org nu conține câte o aplicație pentru fiecare componentă ci fiecare componentă este integrată în aplicația în sine. Astfel, utilizatorul poate proceda astfel: deschide un document text, îl modifică, îl închide fără a închide aplicația în sine, apoi deschide o foaie de calcul în aceeași aplicație, o modifică, etc. Numele procesului principal al aplicației este soffice.bin. soffice vine probabil de la „StarOffice”, sugerând că numele aplicației a rămas neschimbat. Fiind opensource, OpenOffice.org a fost tradus în un număr foarte mare de limbi, printre care și limba română.
Între componentele pachetului OpenOffice.org există o mare interoperabilitate, ele putând să se apeleze între ele oricând. Cele șase componente principale sunt: Writer, Calc, Impress, Draw, Base și Math. Există și alte componente care nu rulează separat, ci se integrează în componenta de unde au fost apelate; acestea sunt Chart, Media Player, Gallery, QuickStarter și Basic.
Pachetului OpenOffice.org i se pot adăuga facilități prin intermediul unui sistem de add-on-uri similar cu cel de la Firefox.

### Writer
Writer, în traducere liberă Scriitorul, citit /ɹaɪtə/ sau rai-tăr, este procesorul de text din suita OpenOffice.org. Writer nu este doar un procesor de text ci îndeplinește și alte funcții, fiind apelat și de către alte aplicații OpenOffice.org. Spre exemplu, în OpenOffice.org Base, formularele și rapoartele sunt create cu ajutorul aplicației Writer, chiar dacă formularul/raportul finit nu se salvează ca un fișier separat, ci ca un obiect formular/raport în fișierul bază de date.
Fereastra are o alcătuire asemănătoare ferestrei Microsoft Word. În mod implicit, fereastra este formată din meniul principal, din barele de instrumente detașabile (implicit bara Standard și Formatare), din riglă, din zona de editare și din bara de stare.
Pe lângă facilitățile unui procesor de text (verificarea ortografică/gramaticală, găsire/înlocuire, cratimă automată, generarea automată de tabele, atașarea la e-mail și altele), Writer are și alte facilități-cheie cum ar fi șabloanele și stilurile, diverse metode de așezare în pagină a textului (cadre, anteturi, subsoluri), atașarea de diagrame, grafice create în alte componente ale OpenOffice.org, instrumente de desenare incluse, instrumente de desenare incluse, integrarea bazelor de date și exportul documentului în Portable Document Format (PDF).
În afară de facilitățile descrise mai sus, Writer mai are și alte facilități. Una dintre ele este Navigatorul, unealtă inexistentă în MS Office. Intstrumentul Navigator afișează toate obiectele din document și permite saltul rapid la ele. Navigatorul poate de asemenea gestiona capitolele din document, mutându-le sau schimbându-le nivelul.
Writer are multe metode de așezare în pagină a textului: coloanele, cadrele (frame-urile), tabelele, secțiunile, iar acestea sunt foarte particularizabile. Cadrele sunt echivalentele casetelor de text din Microsoft Word, dar oferă o flexibilitate mare. În cadre pot fi incluse fără probleme texte, imagini, tabele, chiar și alte obiecte. Spre deosebire de casetele de text din Word, cadrele din Writer pot fi legate între ele astfel încât textul din un cadru să continue în alt cadru, oriunde s-ar afla în pagină sau în document.
În comparație cu Microsoft Word, Writer are mai multe opțiuni de manipulare a imaginilor, printre care Îmbătrânierea (Aging), Red/Green/Blue (Roșu/Verde/Albastru), Mosaic (Pixelizare), Relief (Reliefare), Posterize (Posterizare).
Instrumentele de desenare sunt asemănătoare cu cele din Word, doar că sunt organizate altfel. De remarcat este că nu există buton pentru desenarea liniilor frânte (chiar dacă această opțiune există în componenta Draw), iar în timpul desenării libere (freeform, cunoscută în Office în limba română ca Mâzgăleală), linia desenată este rotunjită pentru ca desenul finit să nu fie colțuros.
Echivalentul WordArt-ului este FontWork Cuvântul „FontWork” este format prin alăturarea cuvântului font și a cuvântului work, însemnând muncă sau lucru). FontWork-urile se comportă ca orice alt obiect și acceptă umplere particularizată (grandienduri, textură, model) dar și modele 3D.
Instrumentele 3D sunt de asemenea asemănătoare cu cele din Word, până și meniurile și pictogramele seamănă. De remarcat că lipsesc cu desăvârșire opțiunile de umbrire ale obiectelor.
În terminologia Writer, un document master (în engleză master=stăpân) se numește o grupare de documente care provin din aceeași carte/teză/raport. Documentele master sunt de obicei folosite la scrierea unor documente lungi, ca de exemplu o carte, o teză, sau un lung raport. Un document master este în mod special util când imaginile, foile de calcul, sau alte obiecte determină o mărime apreciabilă a fișierului ce stochează lucrarea. Documentele master mai sunt folosite și când la secțiunile unui document se lucreează
de către oameni diferiți, astfel încât ei nu vor avea nevoie să facă schimburi de fișiere.
Writer permite transformarea rapidă a documentelor finite în fișiere Portable Document Format, care pot fi vizualizate de orice computer cu un vizualizator PDF. Această facilitate permite utilizatorului să seteze și alte opțiuni, cum ar fi calitatea imaginilor incluse sau parola pentru deschidere. Totuși Writer este criticat că atunci când exportă nu creează copii identice ale documentului original, mai ales când documentul original este extrem de lung.
Writer mai este criticat și pentru că sistemul de găsire/înlocuire nu este cu nimic îmbunătățit față de versiunile vechi, fără a putea căuta toate formele unui cuvânt în document, așa cum se poate face în Microsoft Word. Chiar dacă Writer are un sistem de verificare ortografică, nu are un sistem de verificare gramaticală, chiar dacă acesta se poate adăuga prin intermediul unei extensii. Writer este prost văzut și pentru că îi lipsește un mod de vizualizare a documentului care afișează detalii din formatare în linie cu textul, cum ar fi locul unde începe și unde se termină un text cursiv sau un sfârșit de pagină/coloană/secțiune, ca în Word dar și în WordPerfect.

### Calc
Calc, citit /kælk/ sau chelc este componenta de calcul tabelar din suita OpenOffice.org. Calc lucreează cu registre (spreadsheets). Registrele constau dintr-un număr de pagini individuale (sheets), fiecare conținând un bloc de celule ordonate pe rânduri și coloane. Aceste celule păstrează elementele individuale — text, numere, formule etc. — pe baza cărora se fac calculele și se determină ce se va afișa pe ecran.
Fiecare registru poate avea mai multe pagini, iar fiecare pagină poate avea aproximativ 16 milioane de celule. În versiunea 2.0 a OOo, fiecare pagină poate avea maximum 65,536 rânduri (de la 1 la 65536) și maximum 245 coloane (de la "A" la "IV"). Aceasta înseamnă 16,056,320 celule pentru fiecare pagină.
Fereatra este împărțită în meniul de opțiuni, bara de instrumente Standard, bara de Formatare și bara de Formule. Cea mai mare parte a ecranului afișează celulele sub forma unei rețele, fiecare celulă fiind situată la intersecția dintre un rând și o coloană.
Deasupra coloanelor și în partea stângă a rândurilor sunt o serie de celule gri conținând litere și numere. Acestea sunt capetele de coloană și de rând. Coloanele încep cu „A” și cresc spre dreapta (B, C, D, ...), rândurile încep cu „1” și cresc în jos (2, 3, ...).
Datele se introduc în celule la fel ca în celelalte aplicații de calcul tabelar fiind existente și facilități ca auto-completarea, numărarea automată, etc. Celulele permit fie încadrarea textului în celulă, fie pot lăsa textul să iasă din celulă (comportamentul implicit la celelalte astfel de aplicații). Spre deosebire de aplicațiile concurente, Calc permite protejarea prin parolă a unei foi de calcul, fără a proteja tot documentul.
Există și posibilitatea sincronizării cu o bază de date. Instrumentul DataPilot permite conectarea la o bază de date aflată pe internet și preluarea de informații de acolo.
Printre altele, se pune accent și pe stiluri și formatare, existând șabloane predefinite care vin împreună cu funcții incluse. Stilurile și formatarea fac posibilă rotirea liberă a conținutului unui celule, aplicarea unui fundal, aplicarea bordurilor și altele. Și elementele din diagrame pot avea fundaluri personalizate (incluzând grandienduri și texturi) iar când se alege vizualizarea 3D a elementelor din diagramă se face disponibilă o opțiune care schimbă look-ul 3D simplu în cel realist.
O utilitate prin care Calc se face remarcat este și Scenario Manager. Scenariile sunt seturi de celule care primesc un nume propriu și care pot primi anumite valori pentru a se observa efectul asupra celorlalte celule sau diagrame.
Calc este criticat pentru faptul că lucreează greu cu foi de calcul mari, ca de exemplu una de 2000 de rânduri și 100 de coloane. Un studiu arată că Calc poate fi și de 100 de ori mai încet decât Excel. Numărul de celule maxim permis de Calc este 16 777 216. Acest număr este mic, comparat cu cel al MS Excel 2007 (17 179 869 184).

### Impress
Impress, citit /ɪmˈprɛs/ (în engleză to impress înseamnă a impresiona) este componenta de creare și prezentare de diapozitive din OpenOffice.org. Cu ajutorul acestei componente se pot crea cadre ce conțin multe elemente diferite, incluzând text, liste numerotate sau cu simboluri grafice, tabele, grafice și o vastă paletă de imagini și obiecte grafice. Impress mai include un verificator ortografic, un dicționar, stiluri text gata definite, stiluri pentru fundal și un sistem de ajutor.
Așezarea în diapozitiv a elementelor se poate face manual sau cu ajutorul aspectelor predefinite, asemănătoare cu cele din PowerPoint. Se pune mare accent pe desenarea și introducerea elemntelor 2D și 3D, Impress punând la dispoziție o gamă largă de instrumente de desenare. Este disponibil și un sistem de animație particularizată și tranziție animată între diapozitive, foarte asemănător cu cel din PowerPoint.
Impress are cinci moduri (vederi) de a privi spațiul de lucru. Fiecare este conceput astfel încât
să se efectueze mai ușor anumite operațiuni.
- Vedere normală (Normal View) este modul principal pentru crearea diapozitive individuale. Se folosește această vedere pentru a formata și a concepe, pentr a adăuga text, imagini și efecte de animație.

- Vedere contur (Outline View), în care sunt vizualizate doar titlurile, listele numerotate și cele cu simboluri grafice. Acest mod permite reordonarea cadrelor, editarea titlurilor și a antetelor, reordonarea elementelor din liste și adăugarea de noi cadre.
- Vedere comentarii (Notes View) permite adăugarea de comentarii pentru fiecare diapozitiv, care nu vor fi afișate în cadrul prezentării. Comentariile pot fi imprimate pentru ca cel care prezintă să poată susține mai ușor prezentarea.
- Vedere pliant (Handout View) reduce diapozitivele prezentării și le ordonează mai eficient în vederea imprimării. Ordonarea diapozitivelor se face prin tragerea cu mausul.
- Vedere ordonarea cadrelor (Slide Sorter View) prezintă fiecare diapozitive în miniatură și în ordinea lor.

Echivalenta Butoanelor de acțiune din PowerPoint este Interacțiunea (Interaction). Butonul Interaction se găsește pe bara de instrumente pentru desenare, chiar dacă nu desenează nimic. Acțiunile permise sunt schimbarea diapozitivului curent, rularea unui document sau a unei aplicații, redarea unui sunet și executarea unei macrocomenzi. Spre deosebire de alte aplicații concurente, Impress nu oferă posibilitatea executării acțiunii asociate unui obiect la trecerea indicatorului mausului peste acel obiect și nu permite nici evidențierea obiectului la clic sau la trecerea indicatorului mausului peste el.
Pe lângă faptul că Impress poate exporta prezentările în HTML și PDF, poate exporta prezentările și Shockwave Flash (SWF), astfel încât prezentările să poată fi vizualizate pe orice computer cu un player de Flash instalat.

### Draw
Draw (în engleză to draw înseamnă a desena), pronunțat /dɹɔə/, cu fonetismul limbii române dro sau giro, este componenta de desenare artă sau tehnică, bi- sau tri-dimensională. Draw este o unealtă de desenare de grafice vectoriale, chiar dacă poate efectua niște operații și asupra imaginilor fotografice. Chiar dacă Draw este conceput special pentru graficele vectoriale, exportul în SVG (cel mai folosit format de stocare a graficelor vectoriale) este încă defectuos.
Pentru că Draw este perfect integrat în suita OpenOffice.org, conținutul unui document Draw poate fi folosit în oricare alt document, ca de exemplu în Writer, fără a fi necesar un import, ci doar copy & paste.
Bara de instrumente de desenare conține aceleași elemente ca și în celelalte componente, doar că sunt mai multe și mai complete. În Draw se lucreează cu objects (obiecte). Obiectele pot fi bi- sau tri-dimensionale. Lor li se pot adăuga/modifica umplerea, (care pot fi culori mate, grandienduri, texturi, bitmapuri), contururi, transparența (care poate fi graduală), pot primi umbre sau li se pot modifica punctele.
Obiectele bidimensionale pot fi rotite în spațiu, răsucite, combinate prin unire, intersecție sau eliminare. Lor li se pot edita punctele, pot fi rotite liber sau pot fi legate între ele folosind connectors. Conectoarele se leagă la așa-numitele glue points (puncte de lipire). Conectoarele sunt folosite de obicei la crearea diagramelor și organigramelor personalizate.
În desen se pot introduce și obiecte 3D. Ele pot fi create prin extrudarea unui obiect 1D sau 2D, prin rotirea unui obiect în 3D (In 3D Rotation) sau prin introducerea unui obiect predefinit. Obiectele tridimensionale pot fi lungite/lărgite/adâncite, pot fi rotite în spațiu, pot fi combinate în grupuri  pentru a crea obiecte noi. Ele acceptă opțiuni avansate cum ar fi umbrirea, iluminarea din una sau mai multe direcții în una sau mai multe culori, materialul obiectului sau perspectiva.
Draw suportă exportul desenului finit în mai multe formate (SWF, PDF, BMP, JPG, PNG, ș.a.) printre care și SVG. Exportul în SVG are însă multe neajunsuri, printre care faptul că singura dimensiune nominală posibilă este de 256 pe 256 pixeli iar uneori desenul se exportă greșit. Iată mai jos un astfel de exemplu:

Desenul exportat corect în JPG
Desenul exportat greşit în SVG

Aplicația poate insera în desen sau poate chiar deschide fotografii. Pentru editarea lor există o gamă largă de opțiuni cum ar fi Îngroșarea (Sharp), Încețoșarea (Blur), Red/Green/Blue/Gamma (Roșu/Verde/Albastru/Gama), Reduce Noise (Reducerea erorilor), Solarization (Solarizare), Aging (Îmbătrânire), Charcoal Sketch (Schițare cu cărbune), ș.a.

### Base
Base, pronunțat /beɪs/ este componenta care permite crearea și manipularea bazelor de date. Base a început ca o funcționalitate de acces la baze de date a celorlalte componente, dar a devenit o componentă separată în versiunea 2. Chiar dacă Base nu poate deschide bazele de date Microsoft Access, se poate conecta la baze de date externe (MySQL, PostgreSQL dar și MS Access). Base oferă „vrăjitori” (wizards) pentru crearea obiectelor și a controalelor în formulare, are un mod de vizualizare pentru editare (design) dar și un mod de vizualizare SQL pentru utilizatorii avansați. Are un motor HSQDBL integrat.
În Base, se lucreează cu: tabele (tables), interogări (queries), formulare (forms) și rapoarte (reports). Formularele și rapoartele sunt create, editate și vizualizate în componenta Writer. În formulare pot fi adăugate diverse controale (butoane, checkbox-uri, liste, etichete, etc.) iar fiecărui control i se pot atribui macrocomenzi (macros) care să pornească atunci când utilizatorul interacționează cu el. În tabele, datele pot fi sortate simplu (pe o singură coloană) sau complex (pe mai multe coloane) și pot filtrate simplu sau prin interogare logică. Pot fi create interogări care să afișeze informațiile sub altă formă, incluzând sumarele și vizualizările multi-tabelare. Macrocomenzile din Base pot fi scripturi scrise în Python, în BASH sau în OpenOffice.org Basic (un limbaj de programare asemănător cu Visual Basic).
Spre deosebire de MS Access, Base poate adăuga mai multe controale în formulare decât poate Access. Aceste controale includ: File Selection (Selectarea de fișiere), Date Field (Dată), Formated Field (Zonă de formatare) și Spin Button (Buton de incrementare/decrementare).
Base se integrează și în celelalte componente, spre exemplu în Writer pune la dispoziție lista de contacte când se dorește atașarea documentului la e-mail iar în Calc creează liste de date comune pentru analiză sau ca bază pentru un grafic sau o diagramă.

### Math
Math, pronunțat /mæθ/ sau met/mef (în engleză math înseamnă matematică sau matematici) este componenta pentru scrierea ecuațiilor și formulelor matematice complexe. Editorul de ecuații este utilizat doar pentru scrierea ecuațiilor în forma specifică, nu și pentru evaluarea lor. Pentru evaluarea lor se poate folosi Calc.
De obicei, Math se integrează în celelalte componente (ca de exemplu în Writer sau în Calc) introducând formulele în linie cu textul, dar poate rula și separat. Formulele matematice pot fi scrise fie folosind butoanele de pe fereastra de Selecție sau elementele din meniuri, fie introducând direct codul sursă al viitoarei ecuații în zona special concepută.
Fereastra editorul de ecuații este formată din două părți principale: partea de sus afișează ecuația în sine iar partea de jos este pentru introducerea codului sursă care va sta la baza ecuației.
Editorul de ecuații folosește un limbaj de tip markup pentru a reprezenta formulele. De exemplu, %beta reprezintă caracterul grecesc beta (Β). Acest limbaj este conceput să semene cu limba engleză cât mai mult posibil. De exemplu, a over b (a supra b) reprezintă o fracție: {\displaystyle {\frac {a}{b}}}.
Când se face clic pe un element al fracției (fie că e un număr, o variabilă, un semn sau un simbol), cursorul din spațiul de introducere al codului sursă se mută pe textul corespunzător elementului selectat.
Caracterele grecești ( Α, Β, Г, Δ , etc.) sunt des întâlnite în formule matematice. Aceste caractere nu se găsesc în fereastra Selecție sau în meniul contextual. Pentru introducerea unui caracter grecesc, se tastează semnul % (procent) urmat de numele literei în engleză. Spre exemplu %alpha% va produce litera α (alfa minusculă), %ALPHA va produce litera Α (alfa majusculă), %beta va produce β (beta minusculă), %BETA va produce Β (beta majusculă), etc.
Math poate importa formule din alte fișiere și le poate insera în formula în care se lucreează. Formatele suportate pentru import sunt ODF (ODF Formula), StarMath (SXF), MathML (MML) și OOoMath 1.0 (SXM). Spre deosebire de alte editoare de ecuații, ca de exemplu MathEdit, OpenOffice.org Math nu suportă încă importul din formatul Tex.

### Componente care nu rulează separat
OpenOffice.org conține și niște componente care se integrează în componentele principale și deci sunt comune lor. Aceste componente sunt Chart, Gallery, Media Player, Basic, QuickStarter și Help. Pe când Chart, Gallery și Media Player se integrează complet în aplicația gazdă, Basic și Help rulează în ferestre separate.

#### Chart
Chart (în engleză chart înseamnă diagramă sau grafic) este componenta cu care sunt create și editate diagramele. La ea se face adesea referire prin OOo Charting Component. Tipic, graficele create în Chart au un titlu, opțional un subtitlu, o axă verticală, o axă orizontală, o legendă și elemente. Când se editează, datele sunt afișate în formă de tabel, într-o fereastră separată iar graficul se actualizează automat când se fac modificări în tabel. Atunci când aplicația gazdă este Calc, datele se pot edita direct din foaia de calcul de unde s-au preluat datele pentru diagramă.

#### Gallery și Media Player
Gallery (Galeria) conține obiecte (constând în imagini și sunete) care pot fi inserate în documentul activ. În mod implicit, Gallery conține:
- texturi pentru fundalul documentelor
- butoane pentru designerii de pagini web
- bullets (marcatori)
- rullers (linii)
- sunete, folosite adesea în diapozitivele Impress

Elementele media sunt așezate în grupuri numite themes (grupuri tematice), iar utilizatorului i se permite să își creeze propriile grupuri tematice. În primele versiuni, Gallery conținea și efecte 3D.
Sunetele din Gallery sunt redate cu ajutorul Media Player. Media Player rulează într-o bară laterală și are câteva butoane simple care controlează redatul.

#### Basic

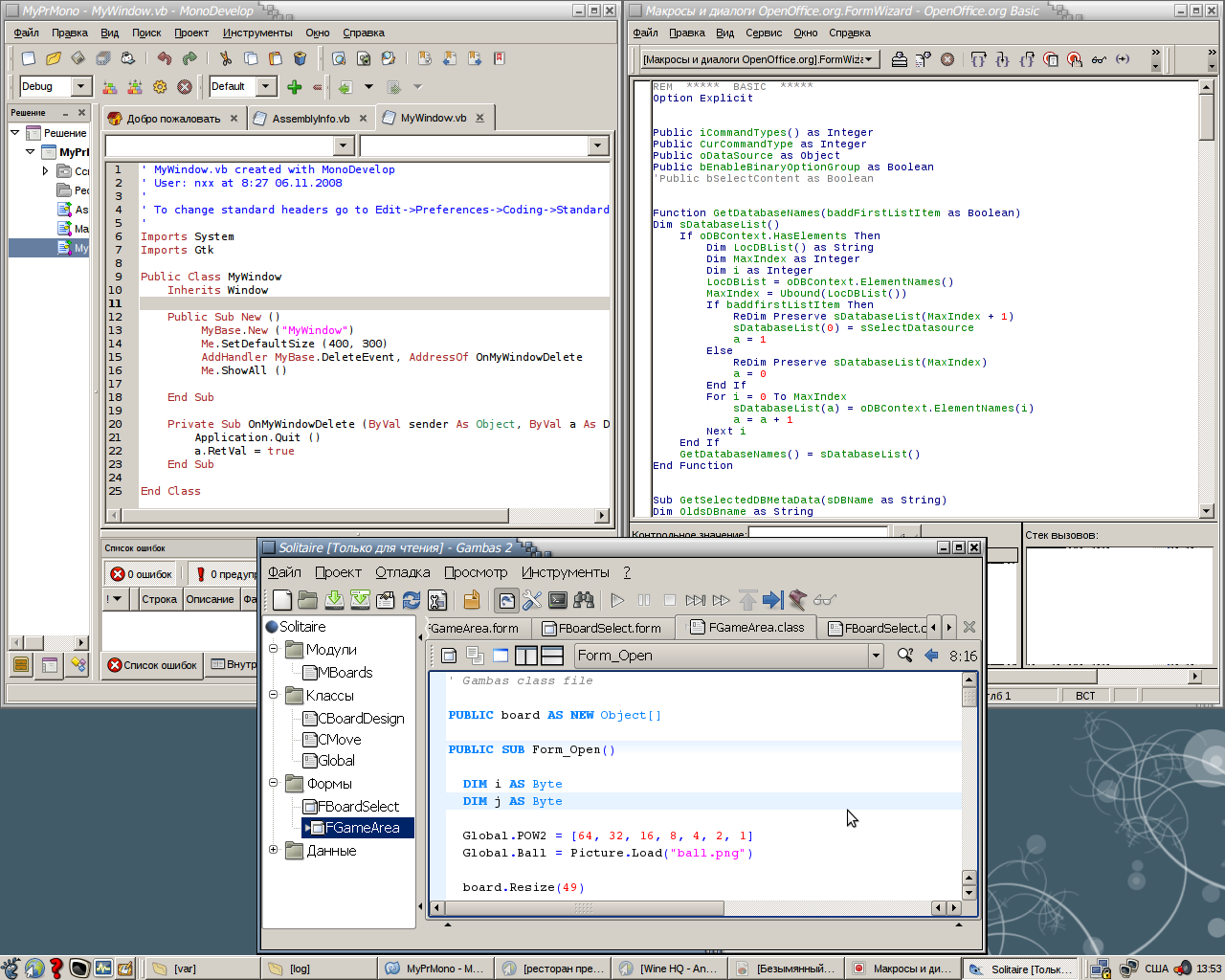
OpenOffice.org Basic. Observați evidențierea sintaxei (syntax highlighting).

OOoBasic este componenta care permite crearea și editarea macrocomenzilor (macro-urilor) din documente folosind un limbaj de programare foarte asemănător cu Visual Basic. Basic este disponibil în Writer, în Calc și în Base. Pe când în Writer și în Calc Basic este folosit pentru operațiuni mai mici și mai simple (ca de exemplu numărarea cuvintelor din document), în Base poate fi folosit pentru crearea dialogurilor și a acțiunilor repetitive care nu sunt incluse în aplicație.

#### QuickStarter
QuickStarter (în engleză quick înseamnă rapid iar start înseamnă începere, pornire) adaugă o pictogramă în system tray, de unde utilizatorul poate accesa rapid componentele din suita OpenOffice.org. QuickStarter rulează de obicei automat, la pornirea sistemului de operare dar poate fi dezactivat oricând.

#### Help
OOo Help este componenta care oferă ajutor utilizatorului care lucreează cu componentele OpenOffice.org. Fereastra OOo Help poate oferi ajutor și pentru utilizarea altei componente decât cea din care a fost lansată, putându-se selecta aplicația dorită.

## Formatele de fișier
OpenOffice.org este cunoscut pentru că a răspândit standardul ISO/IEC OpenDocument, pe care îl folosește în mod implicit. Suportă citirea - și uneori și modificarea - altor formate de fișiere, ca de exemplu WordPerfect, StarOffice, Microsoft Works dar cel mai notabil formatele Microsoft Office, în care poate și exporta documentele. Între timp, OpenDocument a devenit aprobat pentru lansare ca un standard ISO/IEC la nivel internațional sub numele de ISO/IEC 26300:2006.
Concret, fișierele produse de OpenOffice.org sunt niște arhive comprimate de tip ZIP, în interiorul acestora aflându-se, printre altele, mai multe fișiere XML:
- meta.xml: informații despre document (autorul, data accesului, etc.)
- styles.xml: stilurile utilizate în document
- content.xml: conținutul documentului (texte, tabele, elemente grafice, etc.)
- settings.xml: informații specifice reglajelor documentului (ca de exemplu lățimea/înălțimea foii)

### Interoperabilitatea cu Microsoft Office
De când Microsoft s-a reorientat pe folosirea formatului Office OpenXML în Office 2007, Novell a realizat un convertor de Office OpenXML pentru OpenOffice.org sub licențele BSD, GNU GPL și LGPL. Novell va face o cerere de includere a acestui cod în OpenOffice.org. Acest cod ar permite OpenOffice.org să poată deschide documentele scrise în formatul Microsoft OpenXML (cu extensia DOCX). Această facilitate a fost introdusă în distribuția Novell a OpenOffice.org.
Sun Microsystems a dezvoltat un plugin pentru Microsoft Office care permite aplicațiilor Microsoft Office Word, Excel și PowerPoint să deschidă documentele în formatul OpenDocument. Pluginul funcționează cu Microsoft Office versiunile 2003, XP și 2000. Cu versiunea 2007 lucrează numai în combinație cu Microsoft Office Service Pack 1.
Mai multe companii de software (printre care Microsoft și Novell) lucrează la un add-in pentru Office care să permită atât citirea din cât și scrierea în documentele ODF. Până acum, el funcționează doar cu Microsoft Office Word 2007, 2003, XP.
Microsoft oferă un pachet de compatibilitate pentru versiunile de Office 2000, XP și 2003 care le permite să poată citi din și scrie în documentele în formatul OpenXML. Acest pachet poate fi folosit și ca un convertor de documente pentru Office 97. Totuși, pachetul nu funcționează pentru versiunile de Windows 9x.

## Dezvoltare

### Saitulopenoffice.org
Saitul OpenOffice.org, aflat în proprietatea Fundației OpenOffice.org este locul unde se discută și se lucreează la OpenOffice.org. Pe sait sunt disponibile resurse, bucăți de cod sursă, descărcări în avanpremieră, etc.Saitul este împărțit în mai multe proiecte (projects), fiecare proiect lucrând la o anumită parte din OpenOffice.org. Proiectele se împart în proiectele acceptate (Accepted) și proiectele care sunt încă prea mici pentru a fi acceptate, cele aflate în Incubator.
Din proiectele acceptate fac parte proiecte care lucreează la:
- programarea nucleului aplicației, de exemplu API, Application Framework, Database, Universal Content Broker
- mediul de programare, spre exemplu Build Tools and Environment, Utilities
- interfața grafică a utilizatorului, de exemplu Graphic System Layer, User Interface
- modulele principale ale aplicației, spre exemplu Word Processing, Graphic Application, Spreedsheet
- internaționalizare, cel mai remarcat proiect fiind Localization, care se ocupă cu traducerea suitei în cât mai multe limbi
- scrierea de manuale de utilizare pentru utilizatorul final, ca de exemplu Documentation, Installation, Website
- marketing

#### ProiecteleNative-Lang
Proiectele Native-Lang sunt proiectele în care utilizatorii pot discuta și lucra în limba lor natală. Proiectele Native-Lang lucreează, printre altele, la informarea populației vorbitoare a acelei limbi despre OpenOffice.org. Astfel, proiectul românesc  este http://ro.openoffice.org, proiectul maghiar este http://hu.openoffice.org, proiectul franțuzesc este http://fr.openoffice.org, etc.

### Administrarea și conducerea proiectului OpenOffice.org
OpenOffice.org este administrat de Fundația OpenOffice.org și este condus de Community Council (Consiliul Comunității). Consiliul mediază conflictele, stabilește țintele pe care să se axeze contribuitorii și moderează și un forum pe care se discută punctele problematice. Consiliul este compus din 9 membrii dintre care 5 conducători de proiecte, 2 șefi de proiecte Native-Lang, 1 reprezentant al utilizatorilor și 1 staff de la Sun Microsystems. Persoanele care vor să contribuie la OpenOffice.org se împart în: „utilizatori”, care pot face sugestii sau raporta buguri, „contribuitori”, care pot scrie bucăți de cod sau pot scrie documentația, „dezvoltatori”, care au dreptul să scrie în proiect și „șefi de proiect”, aleși de dezvoltatorii proiectului și care dirijează activitățile din cadrul proiectului.

### Colaborări cu alte companii
Mai multe companii, printre care IBM și Redflag colaborează cu comunitatea OpenOffice.org la scrierea de cod și adăugarea de noi facilități.
Pe 23 mai 2007 comunitatea OpenOffice.org și Redflag Chinese 2000 Software Co, Ltd. anunțau că vor lucra împreună la adăugarea în OOo a unor facilități care au fost incluse în varianta Redflag a OpenOffice.org dar și la asigurarea calității și la codul din nucleul aplicațiilor. De asemenea Redflag a făcut publică această decizie începând cu faptul că „își va întări suportul pentru principala suită de productivitate disponibilă gratuit”, adăugând în jur de 50 de angajați.
Pe 10 septembrie 2007, comunitatea OOo anunța că și compania IBM se alătură în dezvoltarea aplicației.
„IBM va contribui cu cod sursă care a fost dezvoltat inițial ca parte din produsul Lotus Notes, incluzând îmbunătățiri de accesibilitate, și va face contribuții constante la îmbogățirea codului sursă și la calitatea lui.”
Sean Poulley, vice-președintele secțiunii de business și strategie al suitei Lotus Software a IBM spunea că aspiră să ajungă într-o poziție de lider al comunității OpenOffice.org, alături de alte companii ca Sun Microsystems.
Pe 2 octombrie 2007, Michael Meeks anunțat (și a generat un răspuns din partea din partea angajaților Sun Microsystems Simon Phipps și Mathias Bauer) de lansarea unei versiuni derivate a OOo, pentru a introduce niște fixări și facilități noi care nu ar fi integrate cu ușor în nucleul OpenOffice.org. Acel software avea să se numească Go-OO (http://go-oo.org Arhivat în 13 noiembrie 2011, la Wayback Machine.). Go-OO cuprinde îmbunătățiri precum suportul pentru macrocomenzi Microsoft Visual Basic for Applications, o pornire mai rapidă, suportul pentru formatele Microsoft Works sau suportul pentru obiecte multimedia în documente.

## Funcționare internă
Deoarece OpenOffice.org este open source, modul de operare și de funcționare internă este cunoscut. Tehnologiile utilizate sunt accesibile și documentate. Aplicația este concepută pe mai multe „straturi”. Stratul application, de altfel cel mai voluminos, conține modulele componentelor principale (writer, calc, draw, etc.). Stratul framework conține componentele comune ale acestor module cum ar fi gestionarea documentelor sau ferestrele de dialog comune, (ca de exemplu în modulele sfx2 sau offmgr). Stratul infrastructure cuprinde diverse module ca Universal Network Object (UNO), GSL, dar și widgeturile pentru interfață prin VCL.

### UNO
OpenOffice.org folosește UNO (Universal Network Object), un model creat de Sun Microsystems și care a mai fost folosit și în alte aplicații, care permite interoperabilitatea dintre mai multe limbaje de programare (C, C++, Python, Java) și obiecte vizuale prin intermediul unei conexiuni LAN sau a internetului și  care folosește interfețe precis definite prin limbajul UNO IDL.

### Grafica
OpenOffice.org semăna foarte mult cu StarOffice în primele versiuni (cele de pe ramura 1.0), fapt ce îl făcea să arate mai ciudat pe alte sisteme decât Windows, în mod special pe GNU/Linux și Solaris. Următoarea ramură (1.1.x) s-a axat pe crearea unui look cât mai specific fiecărei platforme, prin schimbarea graficelor și comportamentului aplicației astfel încât să semene cât mai mult cu cele specifice platformei de lucru. Astfel, Sun și Novell și-au creat propriile versiuni de OpenOffice.org, cu grafice proprii. Integrarea grafică a OpenOffice.org în GNOME a necesitat schimbarea unui set de culori și a pictogramelor. OpenOffice.org este integrat în KDE prin intermediul altor proiecte ca de exemplu Cuckooo  sau KDE vlcplug.

#### Integrarea grafică în MacOS X
Versiunea 1.0 de OpenOffice.org pentru MacOS X a fost criticată pentru că nu seamănă și nu se comportă ca o aplicație nativă MacOS X. Începând cu versiunea 2, OpenOffice.org folosește widget toolkit-uri, randare de fonturi și pictograme specifice fiecărei platforme pe care rulează pentru a se regăsi cât mai mult în sistemul de operare sub care rulează dar și pentru a oferi utilizatorului o experiență mai plăcută.
Această problemă s-a pronunțat mai mult pe MacOS X pentru că interfața grafică a MacOS X este diferită de cea a sistemului de operare Windows sau cea a mediilor de operare bazate pe modelul X11 iar dezvoltatorii OpenOffice.org sunt puțin familiarizați cu toolkit-urile. Pentru MacOS X, au fost implementate două modele:
- OpenOffice.org pentru MacOS X X11, versiune oficială care necesită instalarea X11.app[74]
- OpenOffice.org Aqua, versiune beta, creată folosind widgeturi Cocoa[75]

### Securitatea
Având în vedere că OpenOffice.org este open source și că este distribuit atât pe internet cât și pe huburi și rețele P2P, un hacker ar putea cu ușurință să implanteze un virus în codul sursă al OpenOffice.org și să distribuie varianta infectată, făcând astfel un număr foarte mare de victime.
OpenOffice.org a avut puține breșe de securitate de-a lungul versiunilor. Societatea Kaspersky anunța în iunie 2006 descoperirea unui virus în OpenOffice.org, cu numele de StarDust. Comunitatea OpenOffice.org a răspuns că de fapt acel cod nu reprezintă nimic periculos. Totuși, în iulie 2006 au fost descoperite trei breșe de securitate. Acestea au fost rezolvate rapid iar de atunci nu s-au mai înregistrat probleme majore.

## Popularitate
Federal Computer Week numea OpenOffice.org unul din produsele open-source de 5 stele, pe când The Guardian ilustra limitele datorate naturii open-source, chiar dacă spunea la sfârșit că Writer este într-o oarecare măsură mai bun la scrierea de cărți decât MS Word.
Este extrem de dificil de estimat câți utilizatori folosesc OpenOffice.org, dat fiind că este distribuit pe hub-uri, pe nenumărate saituri de descărcări dar și prin torrente.

## Derivate
Există un număr destul de mare de aplicații care au fost derivate din OpenOffice.org. Unele din ele sunt gratuite (ca EuroOffice, IBM® Lotus® Symphony™ și LibreOffice), altele sunt brevetate. Printre cele mai cunoscute lucrări se află StarOffice, produs de Sun Microsystems și NeoOffice. Există și un derivat al OOo dezvoltată de niște programatori români, numit RomanianOffice.

### RomanianOffice
RomanianOffice  este un pachet de software birotic, derivat al OpenOffice.org, dezvoltat de niște programatori români. Pachetul este derivat din o versiune veche de OpenOffice.org, probabil de pe ramura 1.1, având în vedere că îi lipsește componenta Base. RomanianOffice vine tradus complet în limba română, cu un dicționar atât pentru limbile română și engleză, cât și pentru alte limbi și un despărțitor în silabe. Spre deosebire de versiunea originală a OpenOffice.org, în RomanianOffice nu există tezaurul. El este prezent în meniu dar este dezactivat în permanență.
RomanianOffice nu este un produs gratuit, ci brevetat. Poate fi descărcat ca demo și înregistrat cu plată pe internet sau poate fi cumpărat un CD cu aproximativ 100 lei din magazinele de vânzare CD-uri.

### NeoOffice
NeoOffice este o implementare separată a OpenOffice.org pe sistemul de operare MacOS X care integrează suita în interfața Aqua folosind toolkituri Java, Carbon și din ce în ce mai multe toolkituri Cocoa. NeoOffice aderă din ce în ce mai mult la interfața grafică a OS X, folosind nativ meniuri în gen „pull-down” și având acces direct la fonturile instalate. Lansările de NeoOffice se bazează pe lansările de OpenOffice.org pentru Mac OS X X11 datorită faptului că echipa de dezvoltare este foarte mică.

### OpenGroupware.org
OpenGroupware.org (abreviat OGo) este un set de aplicații de extindere a suitei OpenOffice.org care să permită partajarea de documente, adrese, e-mailuri și mesagerie instantă și comunicarea cu aplicații groupware. De asemenea se lucreează la crearea de șabloane pentru documente sortate și la alte astfel de îmbunătățiri în cadrul proiectului OOoExtras.
Un set de extensii Perl este disponibil prin intermediul Comprehensive Perl Archive Network. Aceste extensii permit editarea documentelor OpenOffice.org prin intermediul unor aplicații externe. Aceste biblioteci scriu în și citesc din fișierele OpenOffice.org folosing codecul standard Perl pentru decodarea fișierelor XML.

### Portable
O versiune portabilă a OpenOffice.org, Portable Office, permite suitei să ruleze fără probleme de pe un dispozitiv portabil, ca de exemplu un USB Flash drive.

### OxygenOffice Proffessional
OxygenOffice Proffessional este o îmbunătățire a suitei OpenOffice.org, care cuprinde noi facilități ca posibilitatea de a rula macrocomenzi VBA în Calc (doar pentru testare), suport pentru exportul registrelor Calc în HTML, o paletă de culori îmbunătățită, mai multe manuale de utilizare și sfaturi mai multe pentru începători. Opțional, aplicația poate oferi pentru utilizare personală sau profesională mai mult de 3200 de grafice (atât clip-art-uri cât și fotografii), diverse șabloane și documente exemplu, peste 90 de fonturi gratuite și unelte adiționale ca OOoWikipedia.

## Planuri pe viitor
Următoarea versiune majoră a OpenOffice.org, versiunea 3.0, va fi lansată în septembrie 2008 iar în mod curent este disponibilă pentru descărcare o „avan-premieră” a versiunii 3.0.
Printre facilitățile noi care sunt planificate să fie lansate odată cu versiunea 3.0 , se află:
- un gestionar de informații personale (Personal Information Manager): o componentă nouă a suitei OOo care va face concurență lui Microsoft Outlook, care va folosi probabil codul sursă de la Mozilla Thunderbird
- îmbunătățirea exportului în PDF în Draw; în mod curent exportul este defectuos și nu menține întotdeauna așezarea în pagină stabilită
- suport Web 2.0 pentru webloguri și wikiuri
- suport pentru documentele MS Office 2007 OOXML
- interfață grafică mai modernă
- integrare grafică mai bună în interfața MacOS X Aqua
- motor de generare a rapoartelor în Base
- suport pentru prezentări multi-ecran în Impress

## Premii
OpenOffice.org a primit numeroase premii din partea mai multor saituri de computing și de descărcare de aplicații, printre care:
- CHIP Download of the Day, pe 23 martie 2008[100]
- 2008 Duke's Choice Award [101]

„Duke's Choice Award recunoaște cel mai influent produs al anului bazat pe aplicații Java și dezvoltat de programatori și companii din toată lumea [...]”
- Linux Journal's 2008 Readers' Choice Award - "Favorite Office Program" [102]

„OpenOffice.org a obținut 85% din voturi pentru a câștiga premiul Favorite Office Program, pe când competitorii AbiWord sau KOffice abia au obținut câte 3% fiecare. Nici EIOffice, un program foarte căutat înainte, nu a obținut decât câteva voturi. OpenOffice.org a devenit de fapt suita de software birotic dominantă pentru Linux.”
- PC Pro Labs Winner - Office Suites, decembrie 2004[103]

„Cel mai bun produs este de asemenea cel mai ieftin. Cu o compatibilitate cu Microsoft [Office] excelentă, o interfață consistentă și o rețea bună de suport ad-hoc, acesta este regele produselor de business.”
- Best of Platform - Mac and Windows[99]

„[...] Niciun alt proiect nu se încumetă să intre și pe alte sisteme de operare (în afară de Linux) ca marele OO[o].”
- IT Reviews Recommended [104]

„[...] Poate că nu există un prânz gratuit dar există o suită de software birotic gratuită, mulțumită acestui efort excelent. [...]”
- Cybia - Reviews—"Best of the Best" Awards, Utility and   Non-Graphics[105]

„Un produs de calitate plin de facilități. Nu ar trebui să mai aveți nevoie de altceva.”
- Open for Business—Open Choice Awards 2003, Best Office Suite, 20 septembrie 2003 [99]

„Unele din facilitățile de bază OpenOffice.org sunt compatibilitate cu Microsoft Office îmbunătățită, posibilitatea de export în diferite formate folositoare ca PDF și Macromedia Flash pentru prezentările Impress și desenele Draw și o pornire mult mai rapidă.”